# Jean Humbert (generaal)

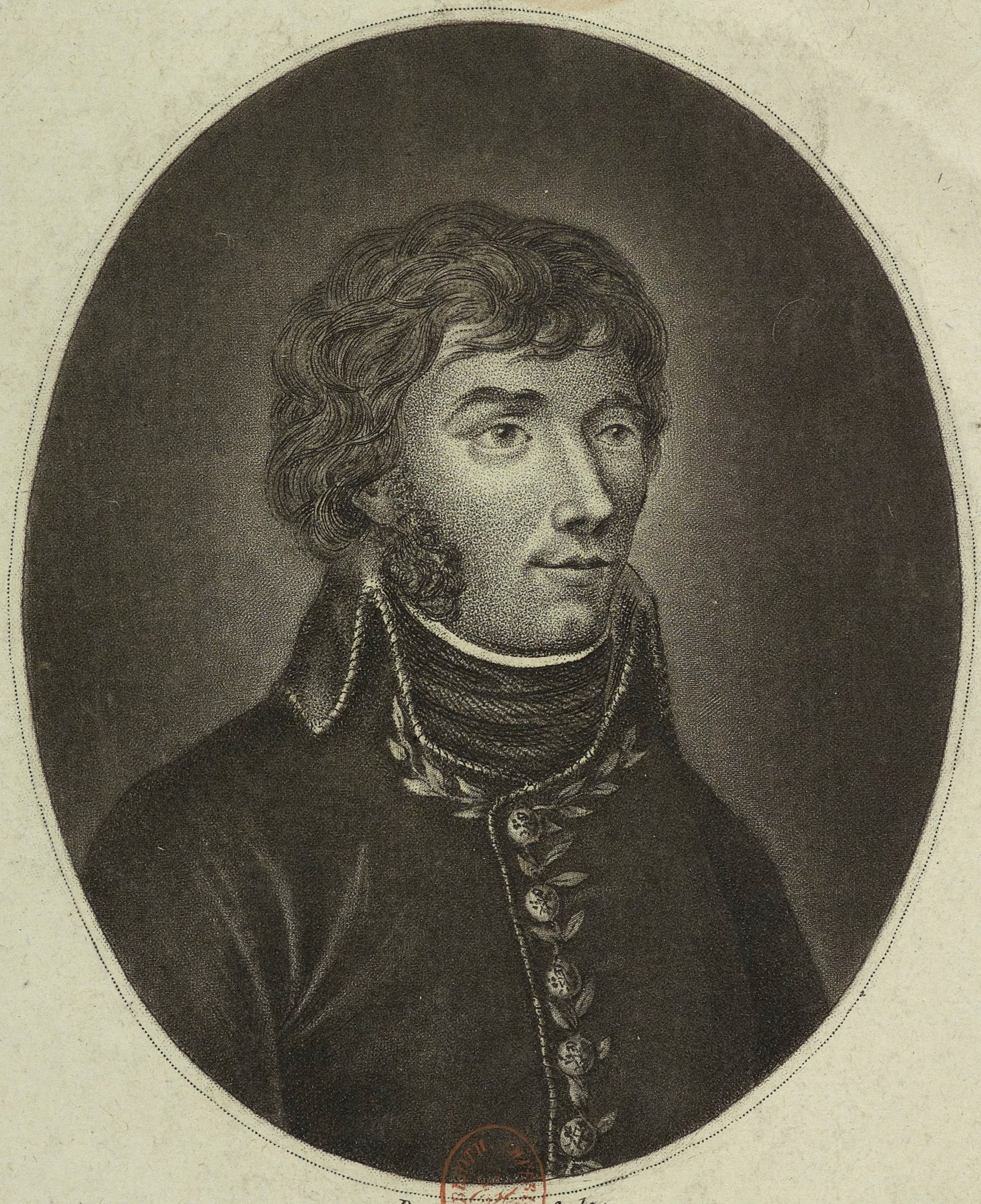
Jean Humbert

Jean Joseph Amable Humbert (Saint-Nabord, 22 augustus 1755 - New Orleans, 3 januari 1823) was een Franse generaal die in 1798 een mislukte invasie van Ierland leidde. In 1808 vertrok hij naar New Orleans, waar hij aan Amerikaanse zijde tegen de Britten vocht in de Oorlog van 1812.
Na het uitbreken van de Franse Revolutie in 1789 werd Humbert sergeant in de nieuwgevormde Nationale Garde in Lyon. Humbert voegde zich bij het 13e vrijwilligersbataljon van Vosges in 1792 en promoveerde snel, tot kapitein op 11 april 1792, luitenant-kolonel vier dagen later, op 15 april 1792, en brigadegeneraal op 9 april 1794.
Humbert vocht tegen de Chouannerie, een royalistische opstand in West-Frankrijk (voornamelijk Bretagne en Maine) en nam deel aan de Slag bij Quiberon in 1795 na een invasie door royalistische troepen bij Quiberon.
Twee maanden na het uitbreken van de Ierse opstand van 1798 landde Humbert op 22 augustus met zo'n 1000 soldaten in Noordwest-Ierland, in de hoop in het door de Britten geregeerde Ierland een revolutie te ontketenen. Op 8 september versloegen de Fransen, samen met zo'n 5000 Ierse opstandelingen, de Britten in de Slag bij Castlebar, waarna op 31 augustus een Franse vazalstaat werd gevestigd, de Republiek Connaught. Humbert kwam echter maanden te laat, en was te ver naar het noorden geland. Een nieuwe massale Ierse opstand bleef uit en op 8 september volgde een tweede veldslag, de Slag bij Ballinamuck, waarbij Humbert verslagen werd. Humbert en zijn soldaten werden weer teruggestuurd naar Frankrijk als deel van een gevangenenruil, terwijl de Britten hun gezag in Ierland met veel geweld en bloedvergieten herstelden.
Humbert diende later in het Caribisch gebied en werd in 1801 door eerste consul Napoleon Bonaparte aangesteld als gouverneur van Saint-Domingue (nu Haïti). Als overtuigd republikein kwam hij echter in conflict met Napoleon toen deze zichzelf tot keizer kroonde. Humbert trok zich terug naar Bretagne en vertrok in 1808 naar New Orleans, dat enkele jaren eerder bij de Louisiana Purchase van Franse in Amerikaanse handen was overgegaan.
In New Orleans werd hij gezien als een nogal excentriek figuur. Zo trok hij elke dag zijn oude generaalsuniform aan en trok, zwaard in hand en de Marseillaise zingend, naar het centrale plein van de stad. Toch speelde hij ook een belangrijke rol in de Amerikaanse overwinning tegen de Britten in de Slag bij New Orleans (januari 1815) tijdens de Oorlog van 1812. Humbert vocht in 1814 ook kortstondig aan de kant van de Mexicaanse revolutionairen in de Mexicaanse Onafhankelijkheidsoorlog. Hierna eindigde zijn militaire carrière; hij werd leraar tot zijn dood in 1823.